# 니콜라 푸생
니콜라 푸생(프랑스어: Nicolas Poussin, 1594년 6월 15일 - 1665년 11월 19일)은 프랑스의 화가이다. 그는 로마에 오랫동안 머물면서 고전주의적인 주제들을 많이 그렸다.
노르망디의 레장들리(Les Andelys) 출생이며, 라파엘로의 작품에 감화되어, 1624년에 로마로 가서 당시의 유행 작풍이었던 카라치파의 작품을 배우고 고전적 교양을 쌓았다. 1628년 성 베드로 대성당의 제단화를 그릴 무렵부터 유명해져 1639년에 고국 프랑스의 루이 13세로부터 수석 화가로서 초빙되었다. 그는 17세기 프랑스 최대의 화가이며, 프랑스 근대 회화의 시조로 불린다. 주요 작품으로는 〈예루살렘의 파괴〉, 〈바쿠스 제〉, 〈아르카디아에도 나는 있다〉등이 있다.

## 주요 작품

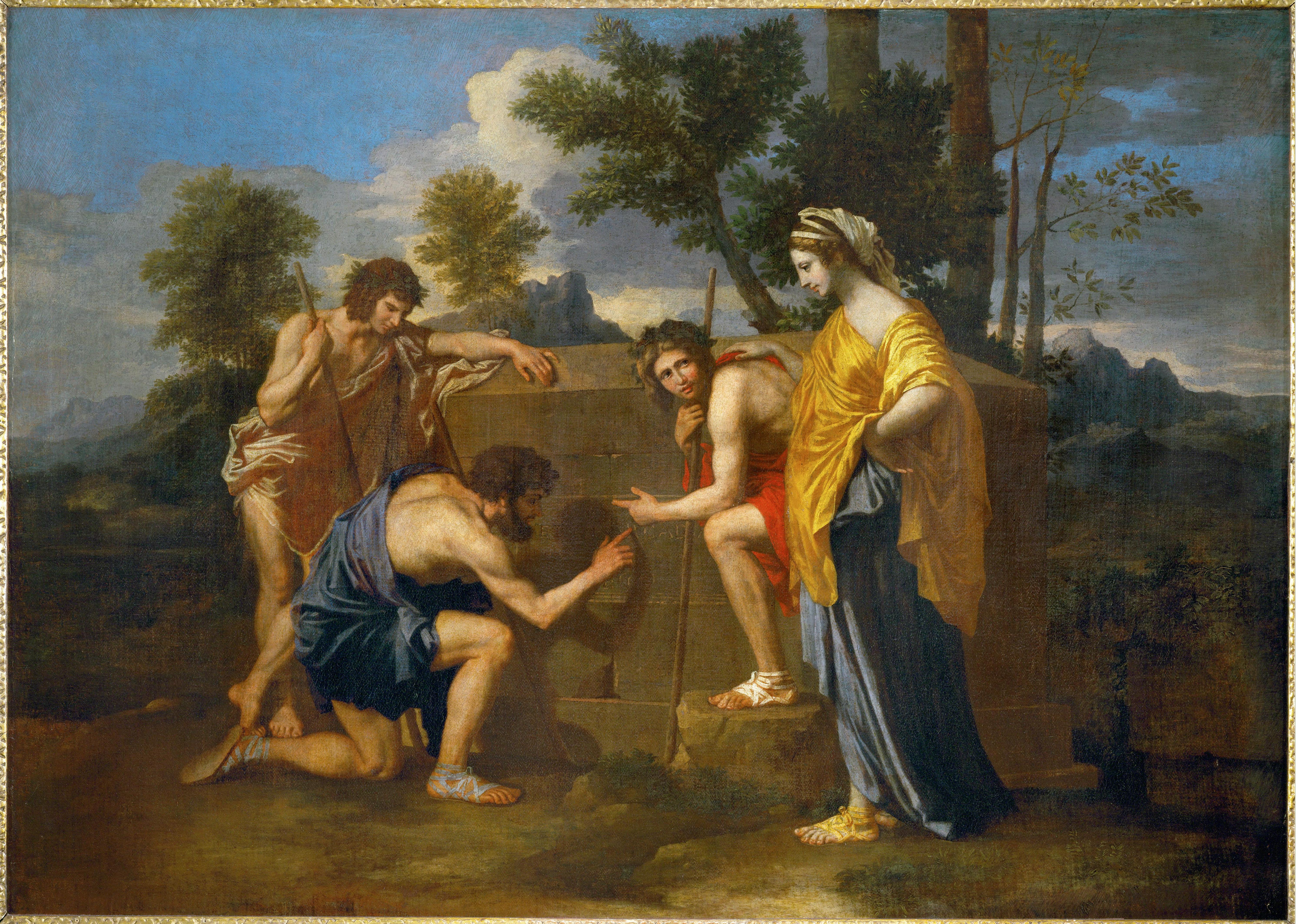
아르카디아에도 나는 있다
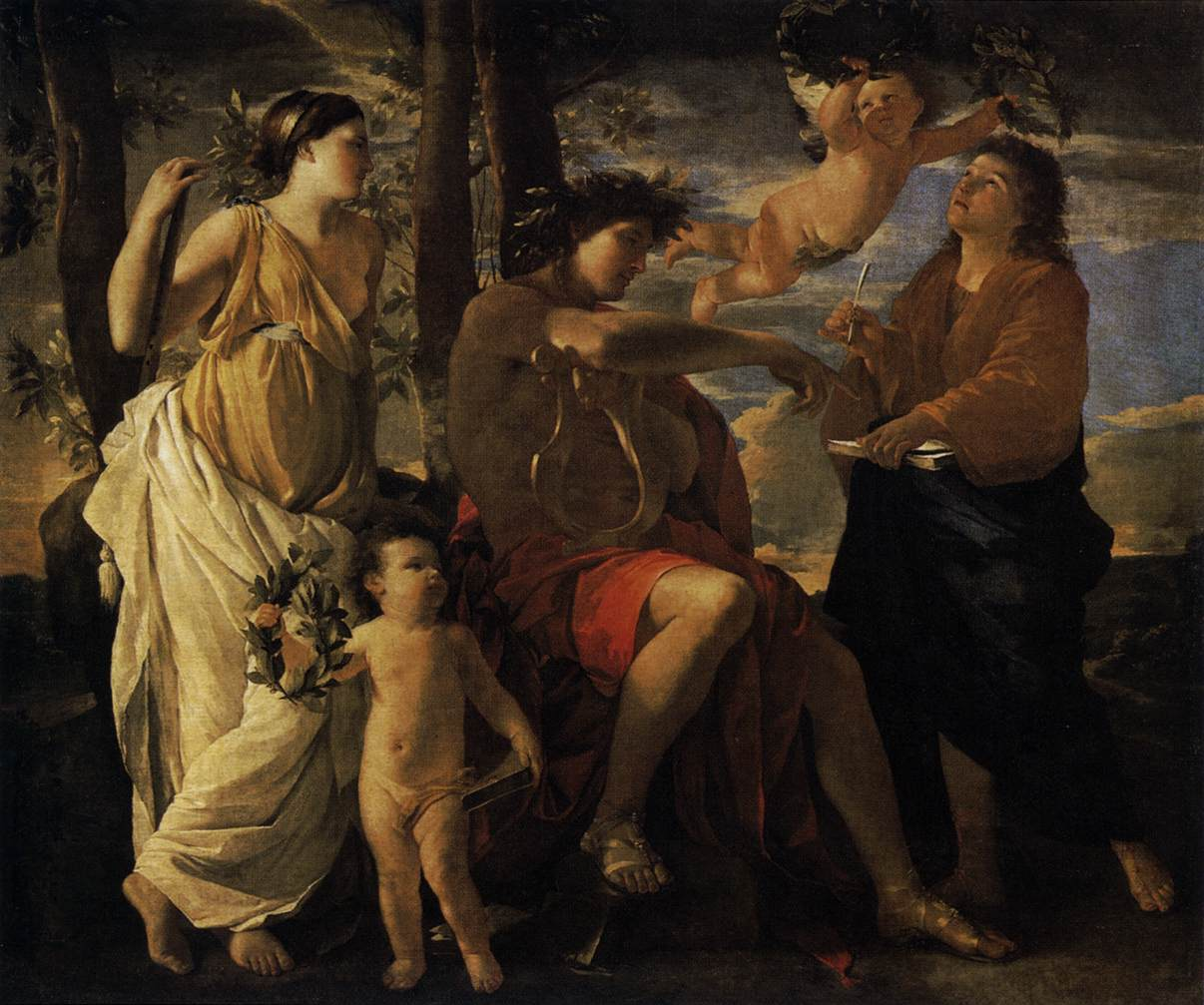
The Inspiration of the Poet
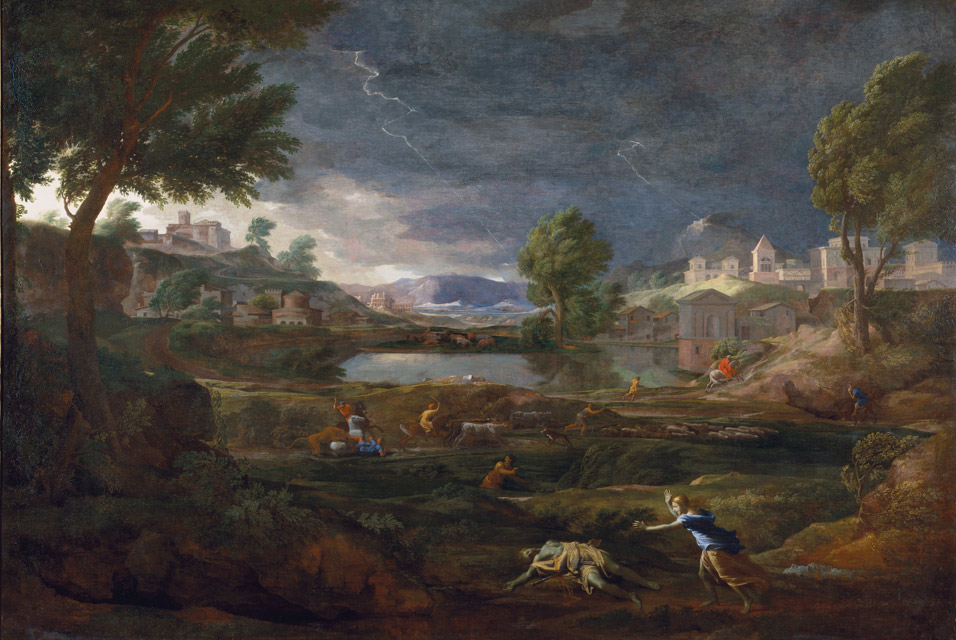
Landscape during a Thunderstorm with Pyramus and Thisbe
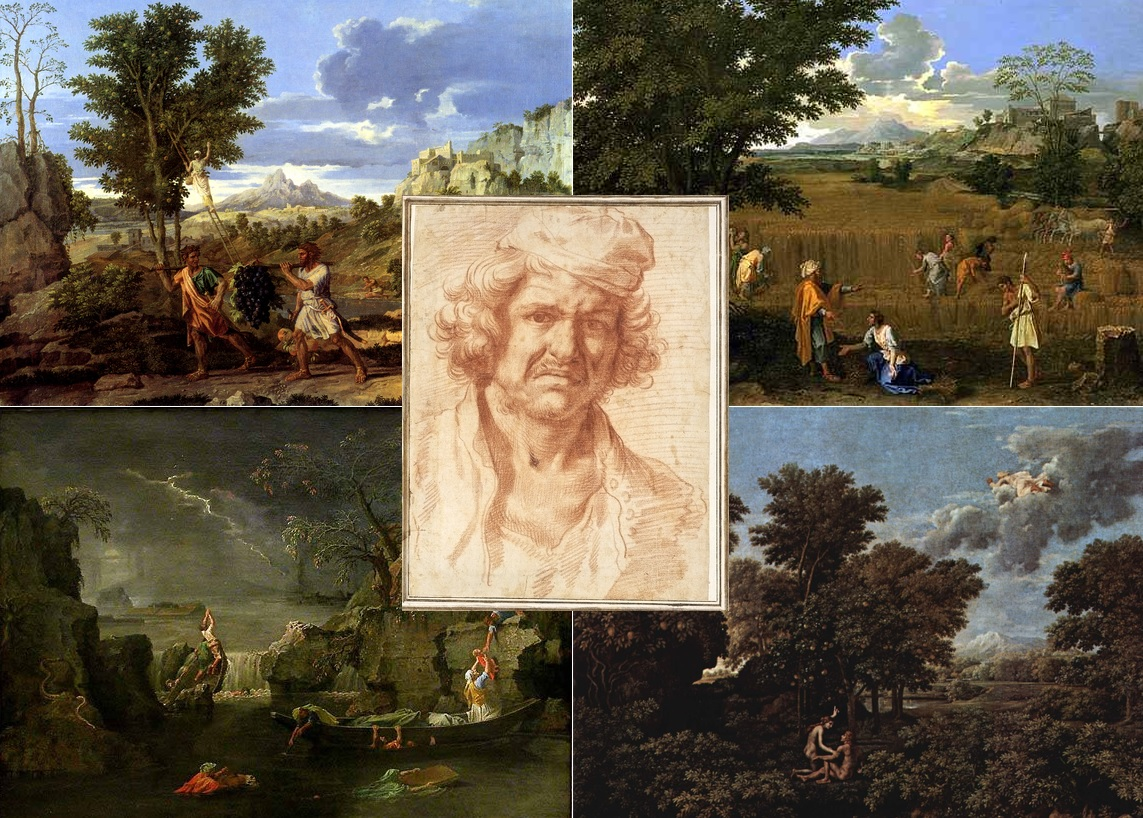
The Four Seasons
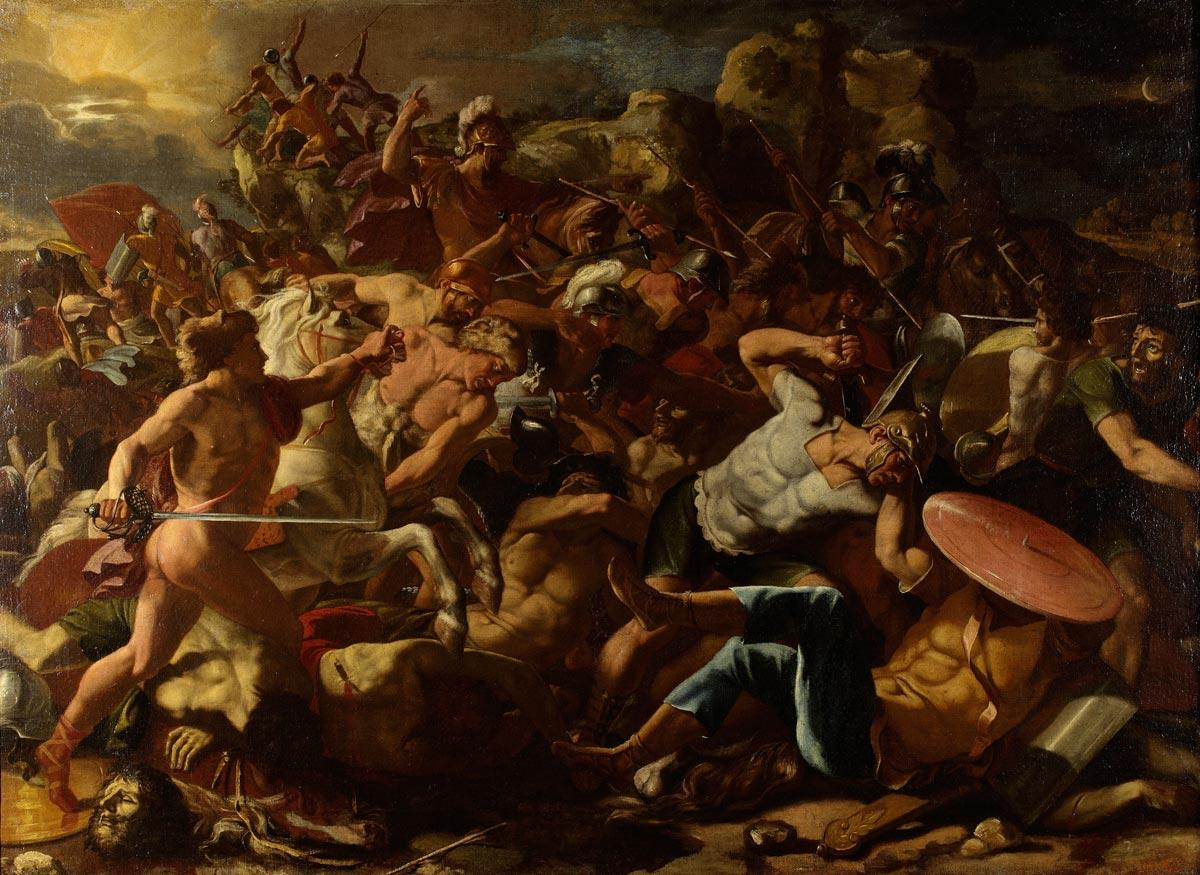
The Victory of Joshua over the Amorites

## 같이 보기
- 분류:니콜라 푸생 그림
- 앤서니 블런트